# لويس فالك
لويس فالك (بالإنجليزية: Louis Falk)‏ هو قسيس أمريكي، ولد في 30 ديسمبر 1935 في ميلواكي في الولايات المتحدة.